# Saint-Germain-sur-Rhône
Saint-Germain-sur-Rhône – miejscowość i gmina we Francji, w regionie Owernia-Rodan-Alpy, w departamencie Górna Sabaudia.
Według danych na rok 1990 gminę zamieszkiwało 230 osób, a gęstość zaludnienia wynosiła 29 osób/km² (wśród 2880 gmin regionu Rodan-Alpy Saint-Germain-sur-Rhône plasuje się na 1398. miejscu pod względem liczby ludności, natomiast pod względem powierzchni na miejscu 1284.).